# Auguste Bernhard
Auguste Wilhelmine Elisabeth Fischer, bekannt unter ihrem Künstlernamen Auguste Bernhard (* 24. Januar 1822 in Dresden; † 6. Mai 1860 in Berlin-Charlottenburg), war eine deutsche Theaterschauspielerin.

## Leben
Über die Kindheit und Jugend von Auguste Bernhard ist wenig bekannt. Der königlich-sächsische Hofschauspieler Heinrich Moritz (vormals Mürenberg) überzeugte sie, die künstlerische Laufbahn zu ergreifen. Ihr Debüt hatte Auguste Bernhard 1844 am Stadttheater in Leipzig. Sie blieb jedoch nicht lange dort. Ihr nächstes Engagement war in Breslau, wo sie die erste Darstellerin der Judith in Karl Gutzkows Uriel Acosta war.
Im Fach der tragischen Liebhaberinnen, wobei sie in jeder Rolle überzeugend auftrat, nahm sie weitere Engagements in Bremen und am Hoftheater in Schwerin an. 1850 wurde sie für ein Gastspiel an das Königliche Schauspielhaus in Berlin geholt, wo sie große Erfolge feierte und Königliche Hofschauspielerin wurde.
Auguste Bernhard war nach damaligen Schilderungen „von großer Schönheit, reicher Begabung, aber auch zu gleicher Zeit von einer wilden Exzentrizität“, wie Ludwig Eisenberg betont.
Nach einer Darstellung von 1868 soll Bernhard von Heinrich Moritz ein uneheliches Kind gehabt und in Berlin den österreichischen Juristen und Schriftsteller Karl Richter geheiratet haben. Nach Angabe der Sterbeurkunde starb sie jedoch unverheiratet.
Die Schauspielerin erkrankte um 1853 an einer Rückenmarkslähmung und wurde von dem promovierten Charlottenburger Arzt, Sanitätsrat und Hofmedikus Johann Heinrich Eduard Rummel (* 15. April 1808 in Berlin; † 7. Januar 1874 ebendort) behandelt. Hinzu kam, dass sie vollständig erblindete. Ihre Pflegerin war in dieser Zeit die Schauspielerin und Schriftstellerin Elise Schmidt, auf deren Vermittlung sie auch eine königliche Pension erhielt.
Als Auguste Bernhard nach siebenjährigem Leiden starb, unterzeichnete Elise Schmidt die Todesanzeige. In der Sterbeurkunde werden auch zwei Geschwister erwähnt.